# Alpenpokal 1984
Der Alpenpokal 1984 war die 24. Auflage des Fußballwettbewerbs. AS Monaco gewann das Finale gegen Grasshoppers Zürich.

## Gruppenphase

### Gruppe A
| Pl.                                                              | Verein              | Sp. | S | U | N | Tore    | Diff. | Punkte | Bonus | Gesamt |
| ---------------------------------------------------------------- | ------------------- | --- | - | - | - | ------- | ----- | ------ | ----- | ------ |
| 1.                                                               | Grasshoppers Zürich | 4   | 3 | 1 | 0 | 008:300 | +5    | 07     | 0     | 7      |
| 2.                                                               | Girondins Bordeaux  | 4   | 2 | 1 | 1 | 009:600 | +3    | 05     | 1     | 6      |
| 3.                                                               | FC Lausanne-Sport   | 4   | 1 | 1 | 2 | 003:600 | −3    | 03     | 0     | 3      |
| 4.                                                               | FC Sochaux          | 4   | 0 | 1 | 3 | 000:500 | −5    | 01     | 0     | 1      |
| 1 Bonuspunkt pro Spiel, das mit 3 oder mehr Toren gewonnen wird. |                     |     |   |   |   |         |       |        |       |        |

| 30. Juni 1984       |     |                     |
| FC Sochaux          | 0:2 | Grasshoppers Zürich |
| 1. Juli 1984        |     |                     |
| FC Lausanne-Sport   | 1:2 | Girondins Bordeaux  |
| 7. Juli 1984        |     |                     |
| FC Lausanne-Sport   | 1:0 | FC Sochaux          |
| Grasshoppers Zürich | 2:2 | Girondins Bordeaux  |
| 10. Juli 1984       |     |                     |
| Grasshoppers Zürich | 2:0 | FC Sochaux          |
| Girondins Bordeaux  | 4:1 | FC Lausanne-Sport   |
| 14. Juli 1984       |     |                     |
| Girondins Bordeaux  | 1:2 | Grasshoppers Zürich |
| FC Sochaux          | 0:0 | FC Lausanne-Sport   |

### Gruppe B
| Pl.                                                              | Verein               | Sp. | S | U | N | Tore    | Diff. | Punkte | Bonus | Gesamt |
| ---------------------------------------------------------------- | -------------------- | --- | - | - | - | ------- | ----- | ------ | ----- | ------ |
| 1.                                                               | AS Monaco            | 4   | 4 | 0 | 0 | 011:400 | +7    | 08     | 0     | 8      |
| 2.                                                               | AJ Auxerre           | 4   | 2 | 0 | 2 | 012:800 | +4    | 04     | 2     | 6      |
| 3.                                                               | FC Sion              | 4   | 1 | 0 | 3 | 005:100 | −5    | 02     | 0     | 2      |
| 4.                                                               | FC La Chaux-de-Fonds | 4   | 1 | 0 | 3 | 007:130 | −6    | 02     | 0     | 2      |
| 1 Bonuspunkt pro Spiel, das mit 3 oder mehr Toren gewonnen wird. |                      |     |   |   |   |         |       |        |       |        |

| 30. Juni 1984        |     |                      |
| FC Sion              | 3:2 | AJ Auxerre           |
| AS Monaco            | 2:0 | FC La Chaux-de-Fonds |
| 7. Juli 1984         |     |                      |
| FC La Chaux-de-Fonds | 4:2 | AJ Auxerre           |
| AS Monaco            | 3:1 | FC Sion              |
| 10. Juli 1984        |     |                      |
| FC La Chaux-de-Fonds | 2:4 | AS Monaco            |
| AJ Auxerre           | 3:0 | FC Sion              |
| 14. Juli 1984        |     |                      |
| FC Sion              | 1:2 | AS Monaco            |
| AJ Auxerre           | 5:1 | FC La Chaux-de-Fonds |

## Finale
Das Spiel fand am 22. Mai 1985 in Zürich statt.
|           | Ergebnis |                     |
| --------- | -------- | ------------------- |
| AS Monaco | 2:0      | Grasshoppers Zürich |